# Nechte ho jít
Nechte ho jít (v anglickém originále Let Him Go) je americký neo-westernový filmový thriller z roku 2020 s Diane Lane a Kevinem Costnerem v hlavních rolích, který režíroval, napsal a koprodukoval Thomas Bezucha podle stejnojmenného románu Larryho Watsona z roku 2013. Film vypráví o šerifovi na penzi (Costner) a jeho ženě (Laneová), kteří se snaží zachránit svého vnuka před nebezpečnou rodinou žijící mimo běžnou společnost. Ve filmu dále hrají Lesley Manville, Kayli Carter, Will Brittain a Jeffrey Donovan.
Film byl uveden do kin ve Spojených státech 6. listopadu 2020 společností Focus Features. Film získal pozitivní recenze a utržil 10,8 milionu dolarů.

## Děj
V roce 1961 v Montaně žije bývalý šerif George Blackledge na ranči se svou ženou Margaret, synem Jamesem, jeho manželkou Lornou a jejich malým synem Jimmym. Jednoho dne James tragicky zahyne při pádu z koně.
O dva roky později se Lorna provdá za Donnieho Weboye, i když ho nemiluje, ale potřebuje jeho podporu. Margaret jednoho dne spatří Donnieho, jak násilně chytí Jimmyho za ruku a udeří Lornu. Když později zjistí, že se rodina odstěhovala, rozhodne se je najít a přivést Jimmyho zpět. George ji neochotně doprovází.
Po cestě se setkávají s Petrem Dragswolfem, mladým domorodcem, který jim pomůže a poradí jim, kde hledat Weboyovy. Nakonec se dostanou k Donnieho matce Blanche, která je nejprve přívětivá, ale brzy ukáže svou manipulativní povahu. Lorna se bojí odejít, ale Margaret a George ji přesvědčí, aby s Jimmym utekla.
Než však mohou uprchnout, Weboyovi vtrhnou do motelu Blackledgeových. Blanche nutí Donnieho, aby Georgeovi usekl prsty sekerou. Poté je varují, aby se nevraceli, jinak obviní George z únosu Jimmyho. Zraněný George chce vše vzdát, ale Margaret se odmítá smířit se ztrátou vnuka.
V noci se George vydá zpět do domu Weboyových. Založí venku požár jako rozptýlení a zachrání Jimmyho. Dojde k přestřelce, při které Blanche nechtěně zastřelí jednoho ze svých synů. George vyhodí Jimmyho z balkonu Lorně, ale Blanche ho postřelí a nakonec zabije. Zoufalá Margaret zastřelí Blanche a s pomocí Petera uprchne s Lornou a Jimmym zpět do Montany.